# Ettendorf
Ettendorf é uma comuna francesa na região administrativa de Grande Leste, no departamento Baixo Reno. Estende-se por uma área de 6,36 km². Em 2010 a comuna tinha 773 habitantes (densidade: 121,5 hab./km²).